# Denis Oussou-Essui
Denis Oussou-Essui (né le 25 juillet 1934, à Koliakro et décédé le 6 mai 2010, à Abidjan) était un journaliste, écrivain et homme politique ivoirien.
Il fut présentateur du journal télévisé de la RTI dans les années 1970, puis devint directeur général de l'Agence ivoirienne de presse de 1978 à 1980. Il a par la suite été élu député PDCI de Bocanda en 1980, 1985 et 1990.

## Œuvres
- La souche calcinée, 2005, 210 pages.
- Le temps des hymnes, 2005, 122 pages.
- Vers de nouveaux horizons, 1999, 190 pages.
- Rendez-vous manqués, 1995, 224 pages.
- Les saisons sèches, 1979, 192 pages.